# 普罗旺斯地区阿勒马涅
普罗旺斯地区阿勒马涅（法語：Allemagne-en-Provence，法語發音：[almaɲ ɑ̃ pʁɔvɑ̃s]）是法国上普罗旺斯阿尔卑斯省的一个市镇，属于迪涅莱班区。

## 地理
普罗旺斯地区阿勒马涅（43°46'56"N, 6°0'25"E）面积32.99 平方千米，位于法国普罗旺斯-阿尔卑斯-蓝色海岸大区上普罗旺斯阿尔卑斯省，该省份为法国东南部内陆省份，北起上阿尔卑斯省，西接沃克吕兹省，西北接德龙省，南至瓦尔省，东临滨海阿尔卑斯省，东北部与意大利接壤。
与普罗旺斯地区阿勒马涅接壤的市镇（或旧市镇、城区）包括：韦尔东河畔埃斯帕龙、蒙塔尼亚克-蒙珀扎、里耶兹、圣马丹德布罗姆、瓦朗索勒。

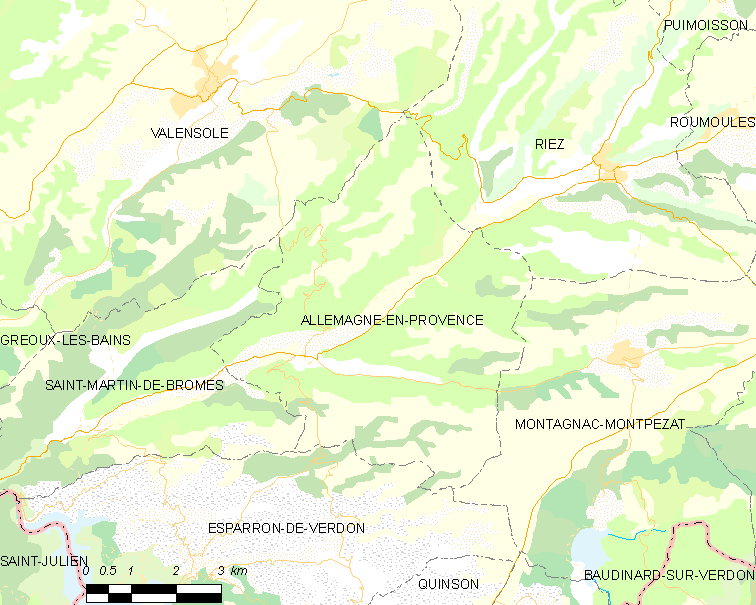
普罗旺斯地区阿勒马涅的OSM定位图

普罗旺斯地区阿勒马涅的时区为UTC+01:00、UTC+02:00（夏令时）。

## 行政
普罗旺斯地区阿勒马涅的邮政编码为04500，INSEE市镇编码为04004。

## 政治
普罗旺斯地区阿勒马涅所属的省级选区为瓦朗索勒县。

## 人口

1962-2008年间普罗旺斯地区阿勒马涅人口变化图示

普罗旺斯地区阿勒马涅于2022年1月1日时的人口数量为539人。